# Jan Drabina
Jan Drabina (* 13. říjen 1939 Těšín) je polský historik a univerzitní profesor.
Vystudoval Jagellonskou univerzitu v Krakově, kde v roce 1964 obhájil magisterskou práci. V roce 1969 získal titul doktora humanistických věd na Slezské univerzitě v Katovicích. Od roku 1993 je profesorem. V listopadu roku 2008 mu bylo uděleno čestné občanství města Bytom.

## Publikace
- "Kontakty Wrocławia z Rzymem w latach 1409–1517", Wrocław 1981
- "Idee koncyliaryzmu na Śląsku", Kraków 1984
- "Rola argumentacji religijnej w walce politycznej w późnośredniowiecznym Wrocławiu", Kraków 1984
- "Religie na ziemiach Polski i Litwy w średniowieczu", Kraków 1989
- "Życie codzienne w miastach śląskich XIV i XV wieku", Opole 1991
- "Historia Gliwic" (ed.), Gliwice 1995
- "Historia Chorzowa", Chorzów 1998
- "Historia Tarnowskich Gór" (ed.), Tarnowskie Góry 2000
- "Historia Bytomia 1254–2000", Bytom 2000
- "Kontakty papiestwa z Polską w latach Schizmy Zachodniej 1378–1415", Kraków 2003